# José Fuster

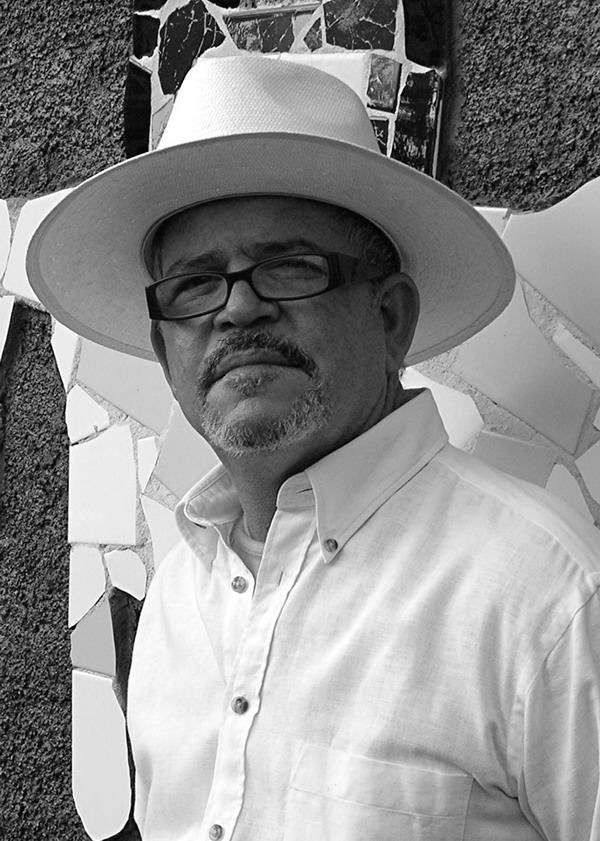
José Fuster

José Antonio Rodríguez Fuster (* 6. August 1946 in Caibarién, Kuba) ist ein kubanischer Künstler und Vertreter der Naiven Kunstrichtung. Er lebt und arbeitet in Havanna.

## Frühes Leben
Fuster wuchs in der Küstenstadt Caibarién als Sohn einer Arbeiterfamilie auf, die von der Fischerei lebte. 1961 beteiligte er sich an der kubanischen Alphabetisierungskampagne. 1963 nahm er in Havanna ein Kunststudium auf.

## Künstlerisches Leben
Seit 1966 arbeitet Fuster als freier Künstler. Inspiriert sind seine Arbeiten unter anderem durch den Architekten Antoni Gaudí und die Maler Pablo Picasso und Jean Dubuffet. Er bereiste Europa, wo er Werke von Gaudí in Barcelona und Constantin Brâncuși in Rumänien sah.
Um 1980 ging er in den im Havannas nordwestlichen Stadtbezirk Playa gelegenen Stadtteil Jaimanitas. Dort lebte er zunächst in einem Holzhaus. Dieses veränderte er wie auch – in Zusammenwirken mit den Hausbesitzern – mehr als 80 weitere Hausfassaden. 1984 nahm er am 4. Internationalen Keramiksymposium in Römhild teil.
Fuster gestaltet farbenfroh Hauswände, Dächer, Hauseingänge, Sitzbänke, Skulpturen und Mosaiken. In seiner Nachbarschaft hat er rund um sein Wohnhaus ein Open-Air-Kunstprojekt geschaffen, das er Fusterlandia nennt. In seiner Symbolsprache verwendet er Meerjungfrau, Fisch, Palme, Hahn und Santería-Heiligenfiguren, die Bezüge zur Literatur von Alejo Carpentier, Onelio Jorge Cardoso und Ernest Hemingway haben. Die in Fusterlandia gestalteten Kunstobjekte finanzierte Fuster aus den Verkaufserträgen seiner Ausstellungen. Er veranstaltete weltweit mehr als 100 Einzelausstellungen seiner Bilder und Keramiken. Sein Sohn Alex ist sein Manager.

## Galerie

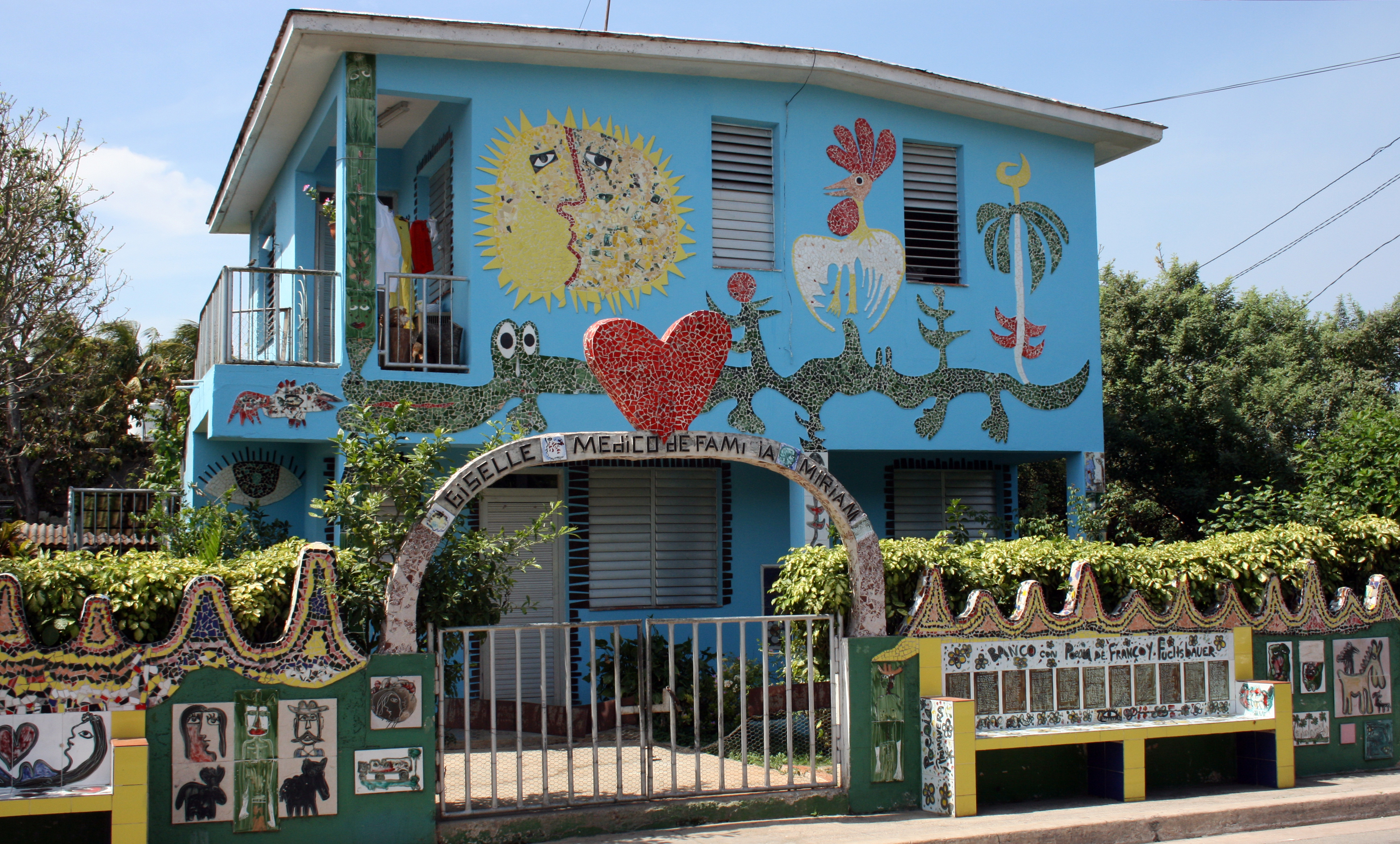
Hausfassade von einem Familienarzt in Jaimanitas
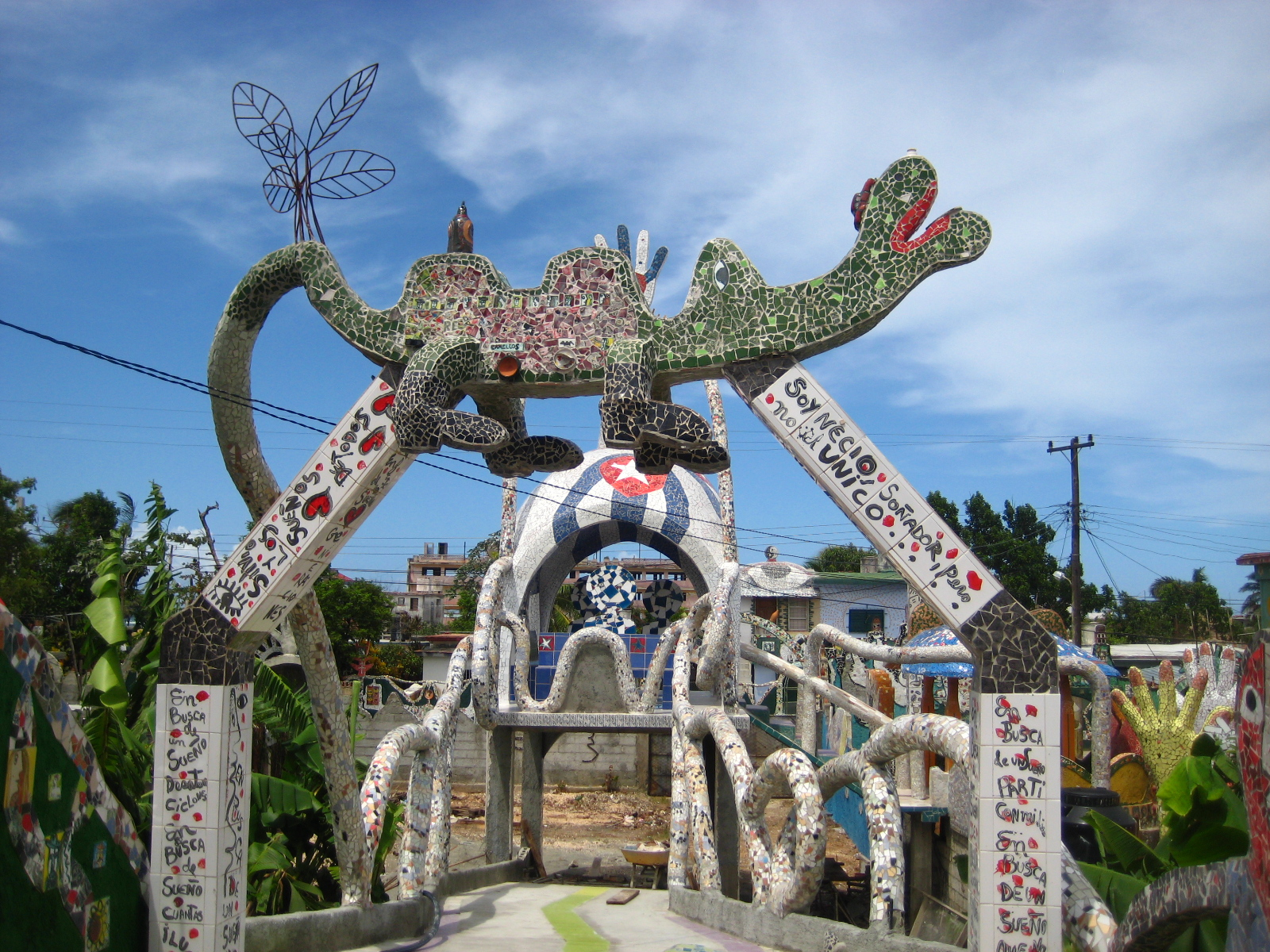
Eingang zum Theater in Jaimanitas
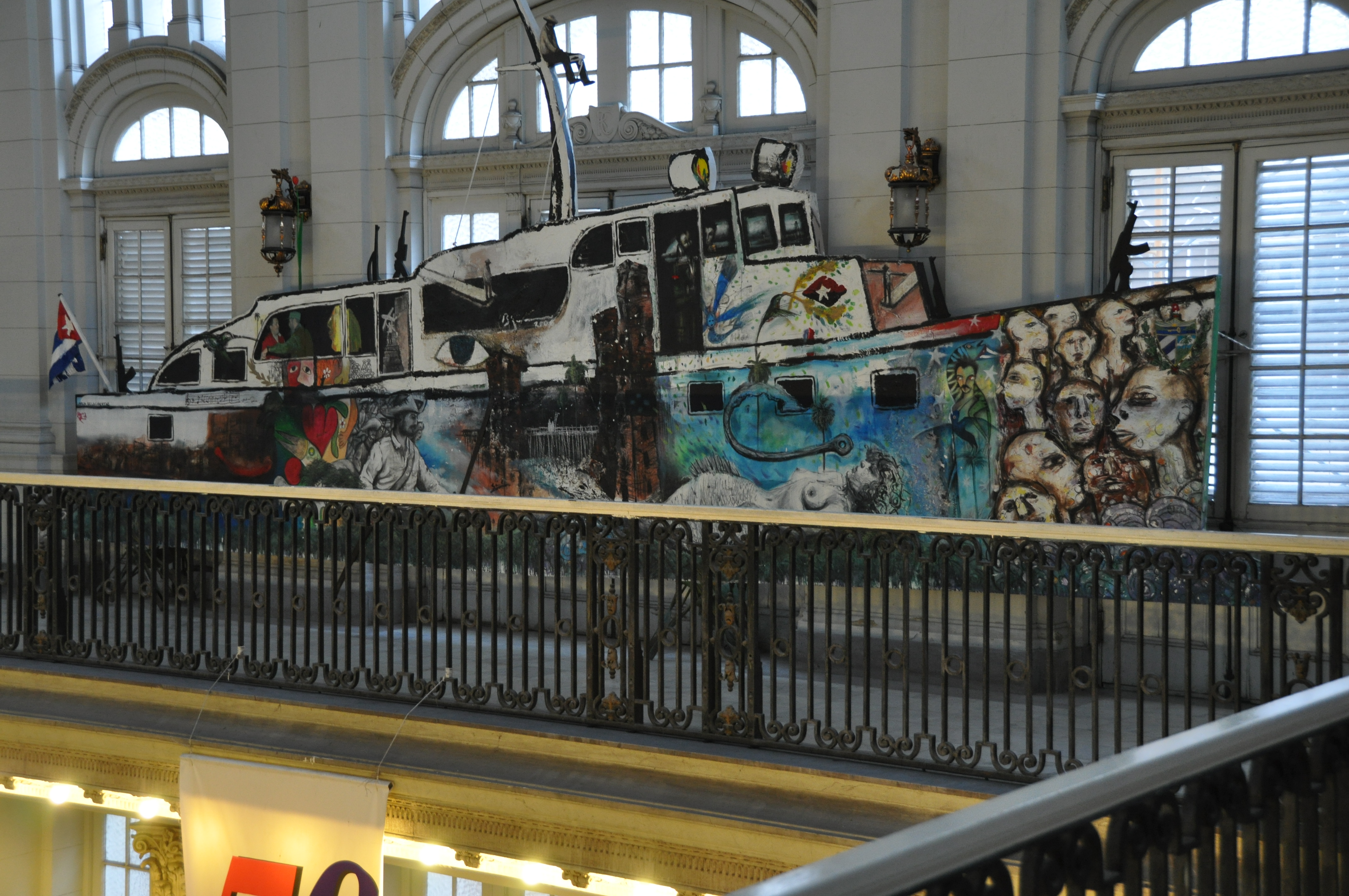
Fuster hat an der Arca de la Libertad (Revolutionsmuseum) mitgearbeitet
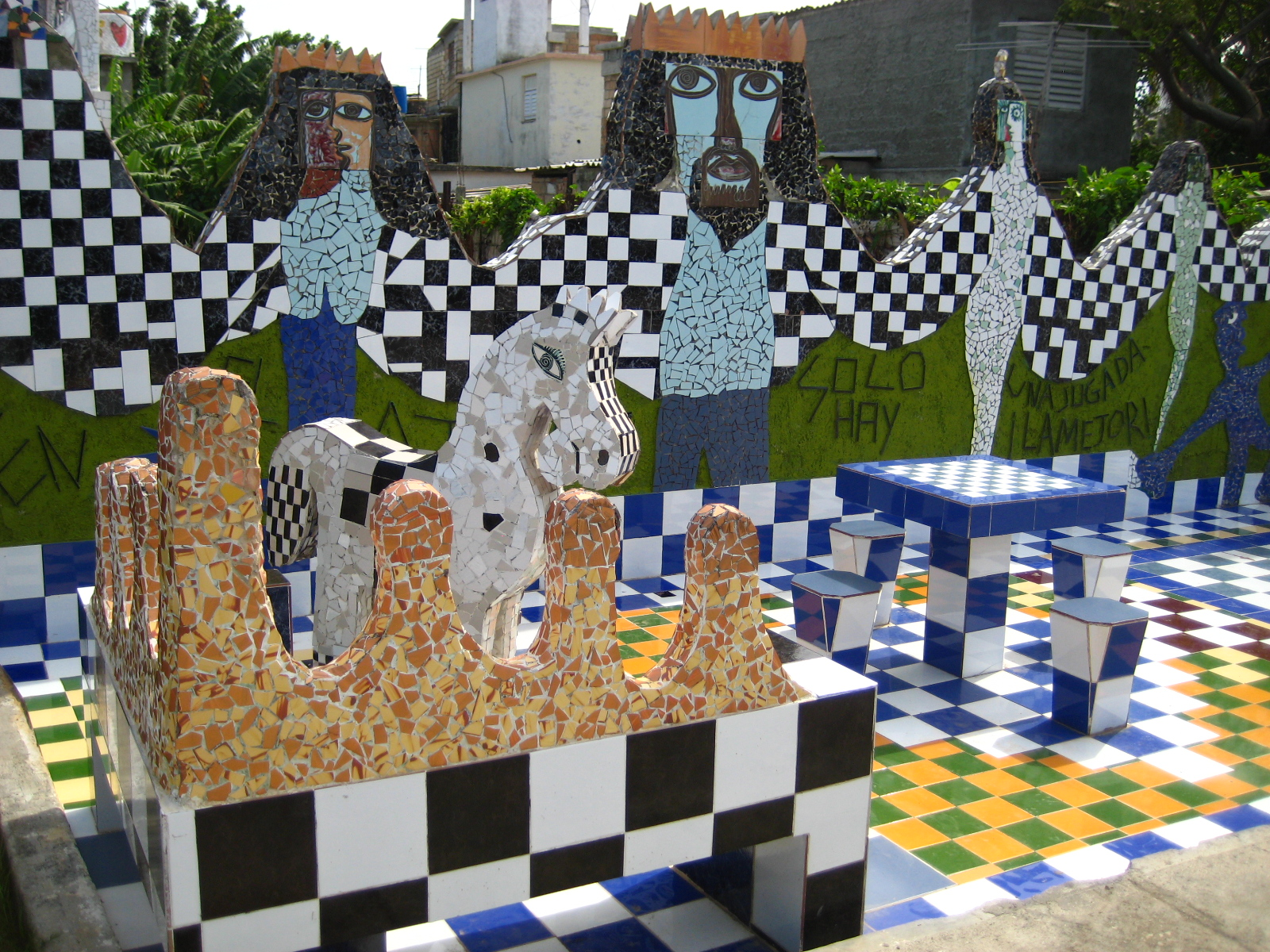
Schachpark in Jaimanitas